# Férfi diszkoszvetés a 2011. évi nyári európai ifjúsági olimpiai fesztiválon
A 2011. évi nyári európai ifjúsági olimpiai fesztiválon az atlétikai versenyszámokat Trabzonban rendezték. A férfi diszkoszvetés selejtezőjét július 25.-én, a döntőjét pedig július 26.-án rendezték.

## Selejtező
| H  | Cs | Név                      | Nemzet              | 1     | 2     | 3     | E     | Mj |
| -- | -- | ------------------------ | ------------------- | ----- | ----- | ----- | ----- | -- |
| 1  | A  | Martin Pilato            | Olaszország         | 54.60 | -     | -     | 54.60 | Q  |
| 2  | A  | Dominik Kosar            | Csehország          | 53.72 | -     | -     | 53.72 | Q  |
| 3  | A  | Mesud Pezer              | Bosznia-Hercegovina | 52.85 | 49.68 | 53.16 | 53.16 | Q  |
| 4  | A  | Olli Takala              | Finnország          | X     | 50.69 | 52.88 | 52.88 | q  |
| 5  | A  | Alexander Dobrenkiy      | Oroszország         | X     | 45.64 | 52.22 | 52.22 | q  |
| 6  | A  | Gregori Ott              | Svájc               | 52.06 | 50.65 | X     | 52.06 | q  |
| 7  | A  | Osman Can Ozdeveci       | Törökország         | X     | 50.91 | X     | 50.91 | q  |
| 8  | A  | Vladyslav Chernikov      | Ukrajna             | X     | 50.85 | X     | 50.85 | q  |
| 9  | A  | Konstantinos Kotsanpapas | Görögország         | X     | X     | 50.60 | 50.60 | q  |
| 10 | A  | Basile Rolnin            | Franciaország       | X     | 50.29 | 49.99 | 50.29 | q  |
| 11 | A  | Patrick Dennis Genssle   | Németország         | 44.79 | 50.06 | X     | 50.06 | q  |
| 12 | A  | Raman Parfionau          | Fehéroroszország    | 49.51 | X     | X     | 49.51 | q  |
| 13 | A  | Taavi Tsernjavski        | Észtország          | 46.03 | 47.33 | 45.57 | 47.33 |    |
| 14 | A  | Benjamin Pearson         | Egyesült Királyság  | X     | 47.25 | 46.96 | 47.25 |    |
| 15 | A  | Boris Milkov Keranov     | Bulgária            | 45.99 | X     | 44.28 | 45.99 |    |
| 16 | A  | Káplár János             | Magyarország        | X     | X     | 45.71 | 45.71 |    |
| 17 | A  | Kristian Josip Peris     | Horvátország        | X     | 43.38 | 41.45 | 43.38 |    |
| 18 | A  | Rasim Babayev            | Azerbajdzsán        | X     | 41.73 | X     | 41.73 |    |

## Döntő
| H     | Név                      | Nemzet              | 1     | 2     | 3     | 4     | 5     | 6     | E     | Mj |
| ----- | ------------------------ | ------------------- | ----- | ----- | ----- | ----- | ----- | ----- | ----- | -- |
| Arany | Dominik Kosar            | Csehország          | 56.04 | X     | X     | 54.95 | X     | X     | 56.04 |    |
| Ezüst | Vladyslav Chernikov      | Ukrajna             | 54.47 | 44.60 | 55.40 | X     | 54.15 | 55.35 | 55.40 |    |
| Bronz | Martin Pilato            | Olaszország         | X     | 52.13 | X     | 53.72 | 55.34 | X     | 55.34 |    |
| 4     | Alexander Dobrenkiy      | Oroszország         | 55.27 | 51.23 | 49.58 | X     | X     | 52.32 | 55.27 |    |
| 5     | Olli Takala              | Finnország          | X     | 54.34 | X     | 53.55 | X     | 53.68 | 54.34 | PB |
| 6     | Mesud Pezer              | Bosznia-Hercegovina | 53.90 | 50.36 | X     | X     | X     | 49.28 | 53.90 |    |
| 7     | Patrick Dennis Genssle   | Németország         | 53.02 | X     | 52.13 | 52.57 | 52.46 | 52.16 | 53.02 |    |
| 8     | Gregori Ott              | Svájc               | 52.56 | X     | X     | X     | 47.63 | 48.85 | 52.56 |    |
| 9     | Osman Can Ozdeveci       | Törökország         | 50.93 | 50.21 | X     |       |       |       | 50.93 |    |
| 10    | Basile Rolnin            | Franciaország       | X     | 49.96 | 48.10 |       |       |       | 49.96 |    |
| 11    | Raman Parfionau          | Fehéroroszország    | 48.71 | 48.62 | 49.42 |       |       |       | 49.42 |    |
| 12    | Konstantinos Kotsanpapas | Görögország         | 49.25 | 46.91 | X     |       |       |       | 49.25 |    |